# Sheikh Hussein (santo)
Sheikh Hussein fue un proselitista musulmán somalí del siglo XIII que vivió en Etiopía. Nació en la famosa ciudad portuaria de Merca, una de las jurisdicciones de poder y centros culturales del Imperio Ajuran. Ahora es honrado como santo. Fue muy conocido por haber formado parte de los 'Diwan al-awliya' somalíes (Santos famosos de origen somalí).

## Historia
De acuerdo con la tradición, Hussein nació en Merca en el seno de la familia Walamogge (Gareen) del Ajuran (clan). Se le atribuye la introducción del Islam a la gente de Sidamo, que habita en Etiopía. También se le atribuye la fundación y el establecimiento del Sultanato de Bale y se dice que realizó muchos milagros. Varias de estas hazañas se han registrado en una hagiografía publicada en El Cairo en la década de 1920, titulada Rabi` al-Qulub. Dio su nombre a la ciudad de Sheikh Hussein, que ahora se encuentra dentro de la patria del pueblo Oromo. La ciudad es un destino popular para aproximadamente 50.000 peregrinos musulmanes de varias partes de Etiopía, que se congregan allí dos veces al año durante los meses islámicos de Hajj y Rabi' al-Awwal. La primera peregrinación, en febrero-marzo, es para celebrar el nacimiento de Sheikh Hussein; el segundo en agosto-septiembre es para conmemorar su muerte. Los peregrinos tradicionalmente llevan bastones hendidos conocidos como "Oulle Sheikh Hussein", que son demasiado pequeños para servir como bastones y no se utilizan para ningún propósito práctico. Una vez que llegan al santuario, los peregrinos toman su turno para entrar en la tumba del santo arrastrándose a través de una pequeña puerta.